# 阿萨夫·霍尔

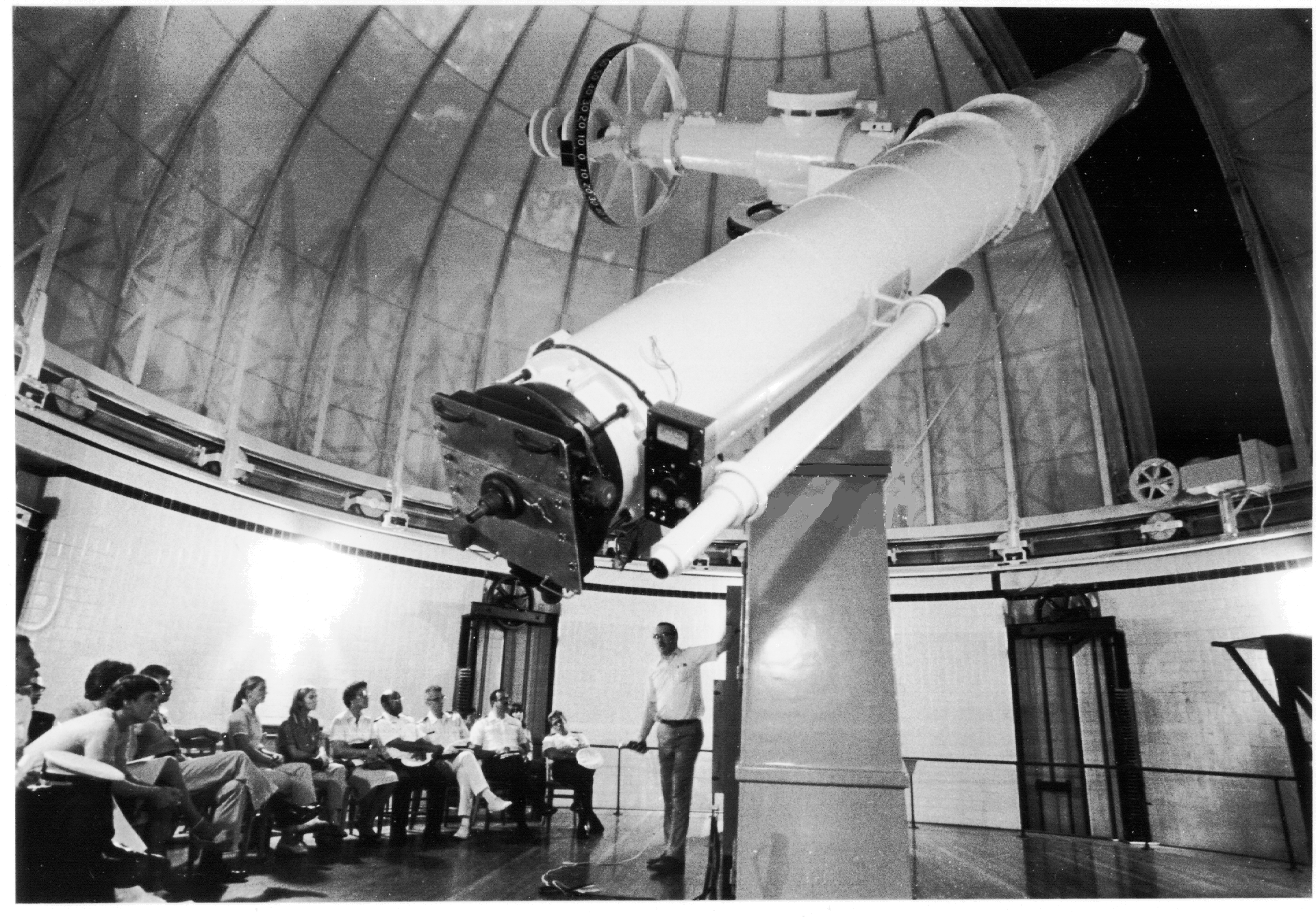
1877年霍尔发现火星卫星时使用的望远镜

阿萨夫·霍尔（英語：Asaph Hall，1829年10月15日—1907年11月22日），美国天文学家，火星的两颗卫星的发现者。

## 生平
阿萨夫·霍尔1829年出生于美国康涅狄格州的Goshen，年轻时曾是一名木匠。1854年进入密歇根大学新设立的底特律天文台学习天文。1857年进入哈佛大学天文台从事轨道计算工作。1862年，霍尔进入华盛顿的美国海军天文台，1875年开始使用天文台中新建成不久的66厘米口径折射望远镜进行工作，这台望远镜当时是世界上口径最大的折射望远镜。1877年，霍尔用它发现了火星的两颗卫星火卫一和火卫二，分别命名为“福波斯”（Phobos）和“德莫斯”（Deimos），在希腊神话中是战神的两个儿子的名字。此外，他还测定了土星的自转周期。

## 榮譽
霍爾於 1878 年被選為美國哲學會會員。1878年榮獲法國科學院拉朗德獎。
霍尔在1879年获得了英国皇家天文学会颁发的金质奖章。为纪念他，月球表面和火卫一南极附近各有一座环形山被命名为“霍尔”。